# Język buduchyjski
Język buduchyjski (także: budychyjski, buduchski, nazwa własna Будад мез) – jeden z niewielkich języków kaukaskich, używany przez Buduchów. Należy do zespołu samurskiego, podgrupy dagestańskiej w grupie północno-wschodniej (nachsko-dagestańskiej) języków kaukaskich. Wraz z językami kryzyjskim oraz szachdagijskim wydzielany jest czasami w ramach zespołu samurskiego w odrębną podgrupę.
Według danych Ethnologue (wyd. 19, 2019) posługuje się nim 200 osób w Azerbejdżanie. W 2007 r. podano szacunkową liczbę 1000 użytkowników, z zaznaczeniem, że niektóre spotykane szacunki odnoszą się do liczebności grupy etnicznej. Nazwa języka i grupy etnicznej wywodzi się od nazwy największej miejscowości – Buduch (inna nazwa: Budad).
Buduchyjski jest językiem aglutynacyjnym. Język ten nie wykształcił piśmiennictwa. Jest używany wyłącznie w sytuacjach nieformalnych, w domu, wśród przyjaciół. W edukacji i komunikacji międzyetnicznej wykorzystywany jest język azerski. Azerski służy też jako język literacki. Wiele osób ma również znajomość rosyjskiego. W latach 80. XX w. odnotowano, że buduchyjski pozostaje w powszechnym użyciu, ale jednocześnie zaobserwowano, że wśród osób zamieszkujących poza wsią Buduch jest wypierany przez azerski.
Ze względu na niewielką liczbę użytkowników języka, a także z powodu obniżania się prestiżu języka wśród jego użytkowników, uważa się, iż buduchyjski jest językiem zagrożonym wymarciem w ciągu najbliższych kilkudziesięciu lat. Ze względu na długotrwałą dwujęzyczność do języka buduchskiego przeniknęło wiele elementów języka azerskiego.